# Bardwell (Kentucky)
Bardwell é uma cidade localizada no estado americano de Kentucky, no Condado de Carlisle.

## Demografia
Segundo o censo americano de 2000, a sua população era de 799 habitantes. 
Em 2006, foi estimada uma população de 791, um decréscimo de 8 (-1.0%).

## Geografia
De acordo com o United States Census Bureau tem uma área de 
1,5 km², dos quais 1,5 km² cobertos por terra e 0,0 km² cobertos por água.

## Localidades na vizinhança
O diagrama seguinte representa as localidades num raio de 20 km ao redor de Bardwell. 